# Forest Lake (Illinois)
Pour les articles homonymes, voir Forest Lake.
Forest Lake est une census-designated place située dans le comté de Lake, dans l’État de l’Illinois, aux États-Unis. Sa population s’élevait à 1 659 habitants en 2010.

## Source
- (en) Cet article est partiellement ou en totalité issu de l’article de Wikipédia en anglais intitulé « Forest Lake, Illinois » (voir la liste des auteurs).